# Guadalupe Fútbol Club
Maillots
Le Guadalupe Fútbol Club, plus couramment abrégé en Guadalupe FC, est un club costaricain de football fondé en 2017 et basé dans la ville de Guadalupe, dans la zone métropolitaine de la capitale San José.

## Histoire

### Football dans le canton de Goicoechea
En 1921, le football se structure au Costa Rica. Chaque canton s'organise alors pour créer au moins une équipe pour le représenter. Le Club Sport Guadalupe devient ainsi le porte-étendard du canton de Goicoechea et évolue en deuxième et troisième divisions nationales. Lors de la saison 1980, l'Asociación Deportiva San Miguel, autre représentant du canton, atteint la première division avant d'être relégué à l'issue de la saison 1981 et d'y revenir pour quatre saisons de 1996 à 2000. L'AD San Miguel joue d'ailleurs ses rencontres à domicile au Stade José Joaquín Fonseca.

### Fondation du Guadalupe FC
Le 9 février 2017, le Belén FC annonce, en plein tournoi de clôture du championnat de première division au cours d'une conférence de presse son déménagement du canton de Belén vers celui de canton de Goicoechea et son installation au Stade José Joaquín Fonseca après avoir partagé le Stade Eladio-Rosabal-Cordero avec le CS Herediano lors des dernières années. Les spéculations font alors état d'un changement d'identité complet accompagnant ce déménagement. Après avoir obtenu son maintien, le Belén FC est finalement dissout en avril 2017 et laisse place à un tout nouveau club, le Guadalupe Fútbol Club, dont le président, Olman Vega, hésite alors avec une autre dénomination, le Goicoechea Fútbol Club. Le 24 avril marque donc la fondation du Guadalupe FC avec l'ambition affichée d'attirer des foules à ses rencontres tout en s'implantant dans l'économie locale avec l'appui de commanditaires. Le club ne tarde pourtant pas à connaître ses premiers remous en interne quand le président Olman Vega démissionne de ses fonctions le 15 juin 2017, moins de deux mois après la création du club, pour des dissensions avec la politique interne.

### Débuts sportifs
Après dix-sept années sans équipe en Primera División, le football revient finalement dans le canton de Goicoechea. En lever de rideau de sa première saison, le Guadalupe FC affronte le CS Herediano à l'extérieur le 29 juillet 2017 et la rencontre se termine par un verdict nul et vierge (0-0),. Face au Municipal Liberia, le 12 août suivant, Josué Rodríguez inscrit le premier but de la franchise dans une défaite 4-1,. C'est néanmoins le 30 août que le nouveau club l'emporte pour la première fois (0-3) contre Santos de Guápiles,. Le tournoi d'ouverture 2017 est complété par le Guadalupe FC avec une onzième place, seulement deux points devant la lanterne rouge. Après une belle performance et une cinquième position lors du tournoi de clôture 2018, l'équipe se maintient confortablement en pointant au neuvième rang du classement cumulé sur les deux tournois. Les saisons suivantes se ressemblent puisque le Guadalupe FC sécurise son maintien en première division à chaque fois mais ne parvient jamais à se qualifier pour le tournoi de fin de saison.

## Stade

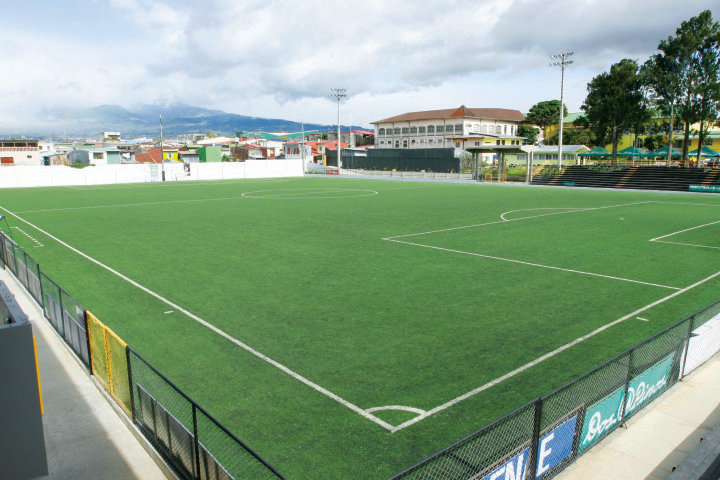
Le Stade Ernesto José Joaquín Fonseca.

Le Stade José Joaquín Fonseca est baptisé ainsi en hommage à un footballeur local. Enceinte modeste lors de sa construction, où seuls quelques gradins en bois ceinturent une pelouse en gazon naturel. Une équipe mineure, le Municipal Goicoechea, évolue au stade des années 1970 au début des années 2000.
Depuis, la pelouse naturelle a été remplacée par un gazon artificiel et le terrain a des dimensions réglementaires de 105 mètres de longueur pour 70 mètres de largeur. La capacité est de 4 200 spectateurs.

## Bilan sportif

### Palmarès
| Compétitions nationales | Compétitions internationales |
| - Vierge                | - Vierge                     |

### Bilan par saison
| Saison    | Division         | Tournoi       | Saison régulière | Saison régulière | Saison régulière | Saison régulière | Saison régulière | Saison régulière | Saison régulière | Résultats | Résultats    | Résultats  | Coupe du Costa Rica | CONCACAF     |
| Saison    | Division         | Tournoi       | M                | V                | N                | D                | BP               | BC               | Pts              | Position  | Phase finale | Clas. gén. | Coupe du Costa Rica | CONCACAF     |
| --------- | ---------------- | ------------- | ---------------- | ---------------- | ---------------- | ---------------- | ---------------- | ---------------- | ---------------- | --------- | ------------ | ---------- | ------------------- | ------------ |
| 2017-2018 | Primera División | Apertura 2017 | 22               | 3                | 7                | 12               | 22               | 36               | 16               | 11e/12    | Non qualifié | 9e/12      | Non tenue           | Non qualifié |
| 2017-2018 | Primera División | Clausura 2018 | 22               | 7                | 8                | 7                | 28               | 32               | 29               | 5e/12     | Non qualifié | 9e/12      | Non tenue           | Non qualifié |
| 2018-2019 | Primera División | Apertura 2018 | 22               | 6                | 5                | 11               | 25               | 40               | 23               | 10e/12    | Non qualifié | 10e/12     | Non tenue           | Non qualifié |
| 2018-2019 | Primera División | Clausura 2019 | 22               | 4                | 6                | 12               | 20               | 37               | 18               | 11e/12    | Non qualifié | 10e/12     | Non tenue           | Non qualifié |
| 2019-2020 | Primera División | Apertura 2019 | 22               | 7                | 5                | 10               | 29               | 37               | 26               | 8e/12     | Non qualifié | 7e/12      | Non tenue           | Non qualifié |
| 2019-2020 | Primera División | Clausura 2020 | 22               | 8                | 9                | 5                | 28               | 22               | 33               | 5e/12     | Non qualifié | 7e/12      | Non tenue           | Non qualifié |
| 2020-2021 | Primera División | Apertura 2020 | 16               | 6                | 3                | 7                | 24               | 27               | 21               | 3e/6 (A)  | Non qualifié | /12        | Non tenue           | Non qualifié |
| 2020-2021 | Primera División | Clausura 2021 | 0                | 0                | 0                | 0                | 0                | 0                | 0                | /12       |              | /12        | Non tenue           | Non qualifié |

Source : Soccerway.com